# Thomas Andrews (Schiffbauer)

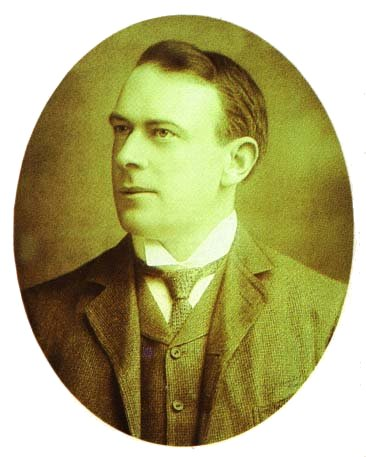
Thomas Andrews

Thomas Andrews, Jr. (* 7. Februar 1873 in Comber, County Down; † 15. April 1912 im Nordatlantik) war ein irischer Schiffskonstrukteur, der maßgeblich am Bau der Titanic beteiligt war und bei ihrem Untergang starb.

## Leben
Andrews war der Sohn des Lokalpolitikers und Mitglieds des Kronrates von Irland Thomas Andrews und dessen Frau Eliza Pirrie. Eliza war die Schwester von William Pirrie, 1. Viscount Pirrie (1847–1924), dem leitenden Geschäftsführer und Vorstandsvorsitzenden der Belfaster Schiffsbauwerft Harland & Wolff Ltd. Sein Bruder John Miller Andrews (1871–1956) wurde 1940 zweiter Premierminister Nordirlands. Andrews besuchte nach der Schule schon mit elf Jahren die Royal Belfast Academical Institution. Im Alter von sechzehn Jahren begann er 1889 seine Tätigkeit bei Harland & Wolff Ltd. und startete mit Fleiß und Können eine steile Karriere. Bereits 1901 wurde er dort Leiter der Konstruktionsabteilung und 1907 Technischer Direktor der Werft. Somit war er der Hauptverantwortliche für den Bau der Olympic-Klasse, zu der auch die Titanic gehörte. Dadurch gilt er als Chefkonstrukteur des Unglücksdampfers. Alexander Carlisle (1854–1926) war ebenfalls an den Entwürfen zur Olympic-Klasse maßgeblich beteiligt.
Am 24. Juni 1908 heiratete Andrews Helen Reilly Barbour, die Tochter von John Barbour, einem der Direktoren von Harland & Wolff. Am 27. November 1910 wurde das einzige Kind des Paares geboren, Elizabeth Law Barbour Andrews, genannt Elba. Aufgrund seiner Position leitete er die insgesamt neunköpfige Werft-Garantiegruppe auf der Jungfernfahrt der Titanic und verließ mit dieser Belfast am 2. April 1912.

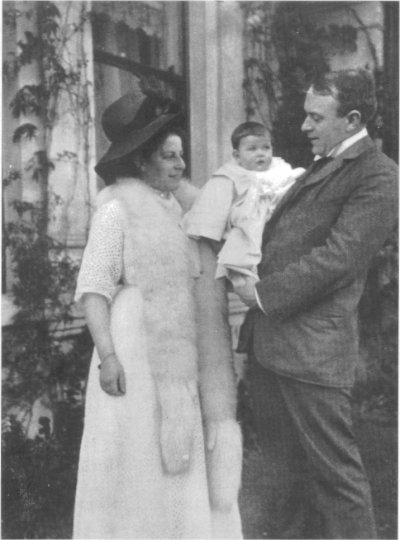
Thomas Andrews mit seiner Frau Helen und Tochter Elizabeth (1910)

Zum Zeitpunkt der Kollision mit dem Eisberg am 14. April 1912 um 23:40 Uhr befand sich Andrews in seiner Kabine. Danach begutachtete er den Schaden des Schiffes, wie auch Offiziere und andere Besatzungsmitglieder der Titanic. Gegen 00:25 Uhr hatte Andrews ein Gespräch mit Kapitän Smith auf der Brücke. Andrews schätzte die Lage so ein, dass das Schiff bereits in ein oder anderthalb Stunden untergehen werde. Smith hatte bis dahin noch geglaubt, dass man für die Besetzung der Rettungsboote und das Herbeirufen von anderen Schiffen mehr Zeit haben würde. Beide wussten, dass die Titanic nur für etwa die Hälfte der Menschen Plätze in Rettungsbooten hatte.
Nach Aussagen von Überlebenden unterstützte Andrews die Evakuierung der Titanic mit allen Kräften. Er wurde zuletzt kurz vor dem Untergang erschöpft und apathisch im Rauchsalon der Ersten Klasse gesehen, als er auf ein dort hängendes Gemälde blickte. Seine Rettungsweste hatte er abgelegt. Andrews ging ebenso wie Kapitän Smith mit der Titanic unter, seine Leiche wurde nicht gefunden.
Seine Witwe heiratete 1917 Henry Peirson Harland, ein Mitglied der Gründerfamilie von Harland & Wolff. Sie bekam vier Kinder und starb am 22. August 1966 in Nordirland. Andrews’ Tochter Elizabeth blieb unverheiratet. Sie wurde Safarileiterin in Kenia, diente im Zweiten Weltkrieg als Krankenschwester beim Roten Kreuz und starb 1973 bei einem Autounfall in Irland.
In den späteren Verfilmungen des Schiffsunterganges wurde Thomas Andrews von Michael Goodliffe (Die letzte Nacht der Titanic, 1958), Geoffrey Whitehead (S.O.S. Titanic, 1979), Victor Garber (Titanic, 1997) und Stephen Campbell Moore (Titanic, Serie, 2012) dargestellt. In anderen Produktionen wie der Titanic-Verfilmung von 1943, Untergang der Titanic von 1953 oder dem TV-Zweiteiler von 1996 wurde die Rolle nicht besetzt.

## Belege
1. ↑  Lester J. Mitcham: Passengers and Crew Lost and Save. In: Samuel Halpern (Hrsg.): Report into the Loss of the SS Titanic: A Centennial Reappraisal. The History Press, Stroud 2016 (2012), S. 68–70.
2. ↑  Tad Fitch, J. Kent Layton, Bill Wormstedt: On a Sea of Glass. The Life & Loss of the RMS Titanic. Amberley, Stroud 2015, S. 181.

| Personendaten    | Personendaten                               |
| ---------------- | ------------------------------------------- |
| NAME             | Andrews, Thomas                             |
| ALTERNATIVNAMEN  | Andrews, Thomas junior (vollständiger Name) |
| KURZBESCHREIBUNG | irischer Schiffskonstrukteur                |
| GEBURTSDATUM     | 7. Februar 1873                             |
| GEBURTSORT       | Comber, County Down                         |
| STERBEDATUM      | 15. April 1912                              |
| STERBEORT        | Nordatlantik beim Untergang der Titanic     |